# Sagaingue
Sagaingue (em birmanês: Sagaing) é a capital e a maior cidade na região de Sagaingue, na Birmânia (ou Mianmar). De acordo com o censo de 2014, havia 81 432 habitantes.

## Galeria de imagens

Sagaingue - Sagaing
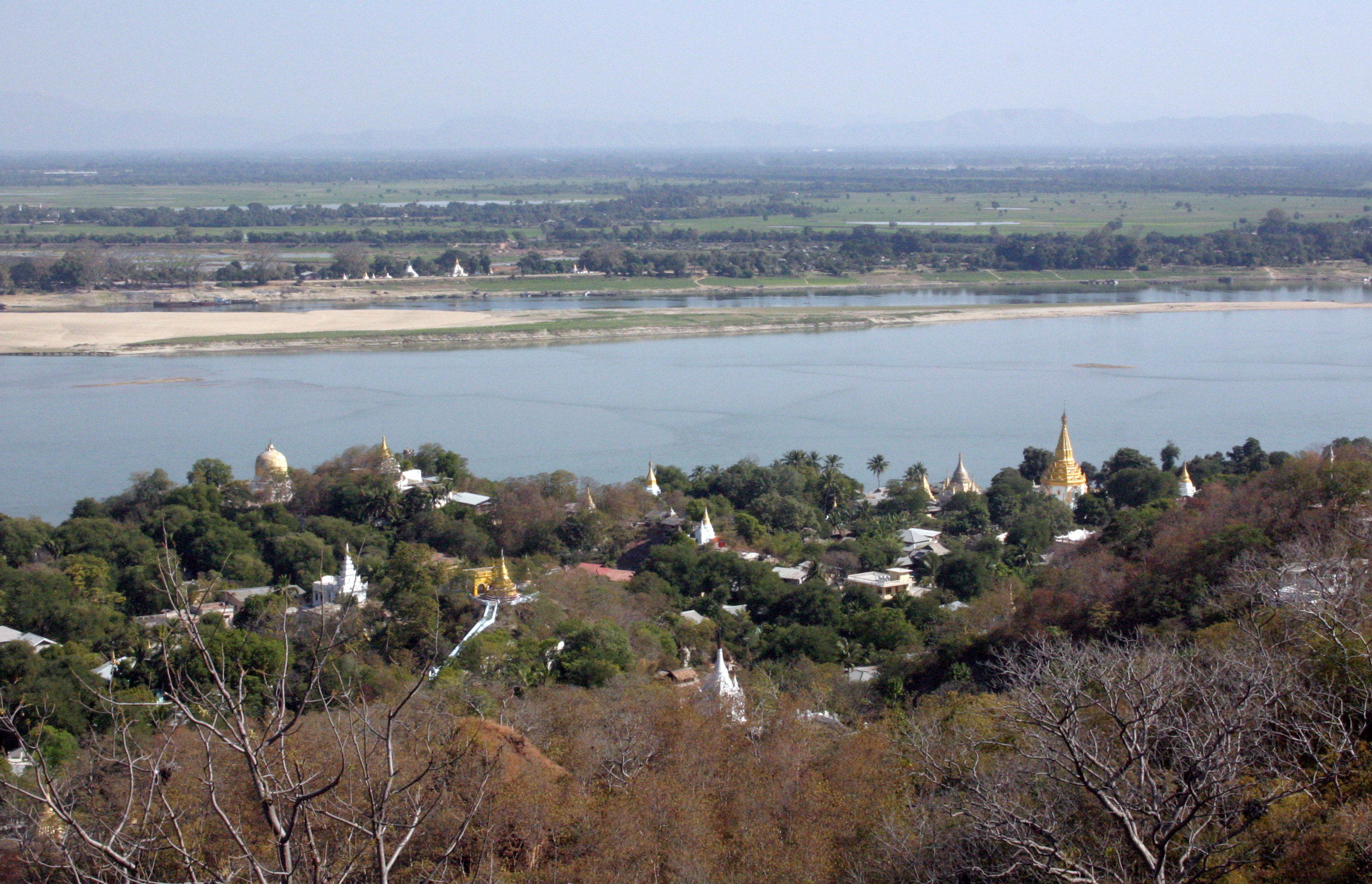
Panorama de Sagaing Hill
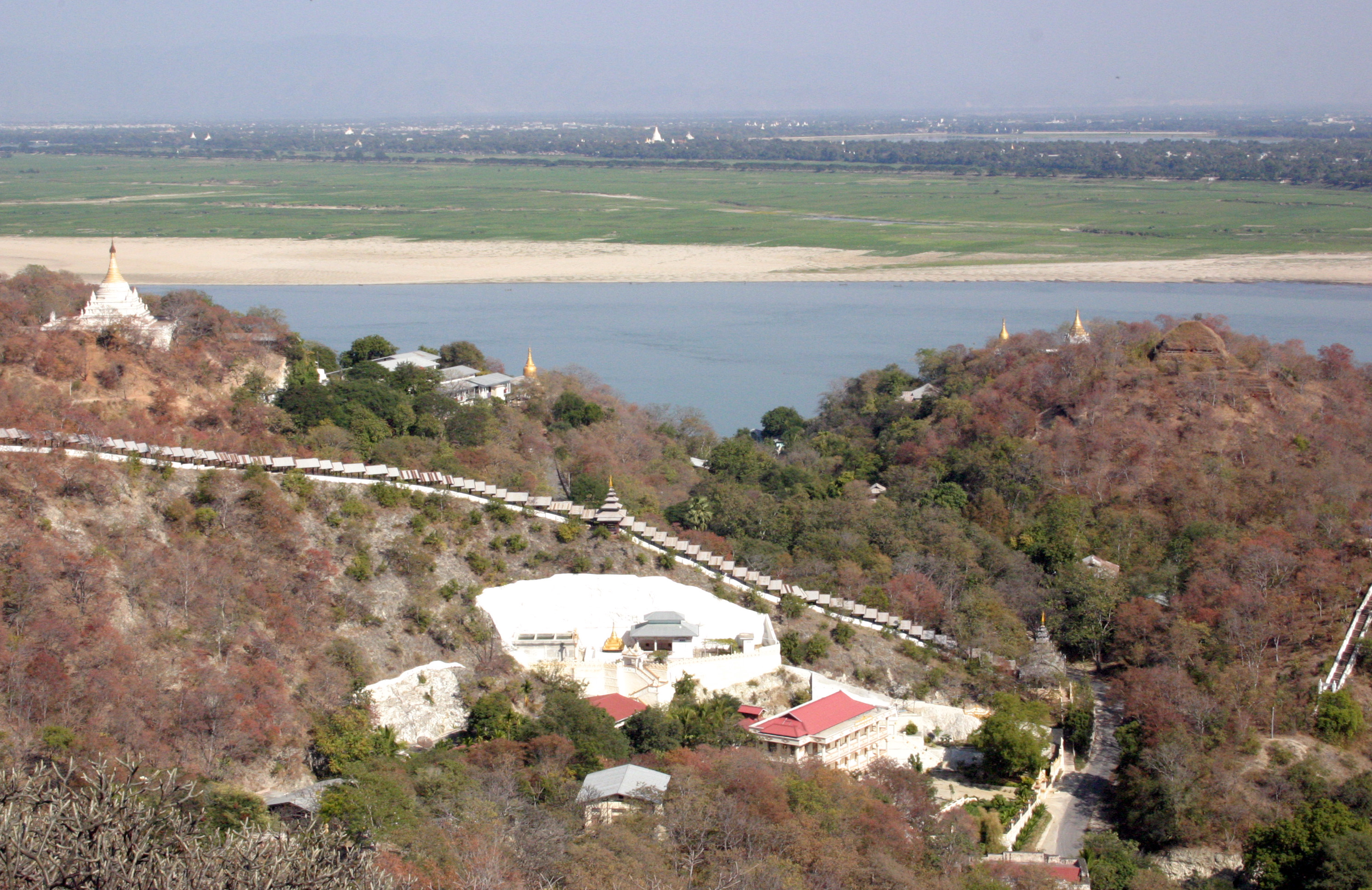
Panorama de Sagaing Hill
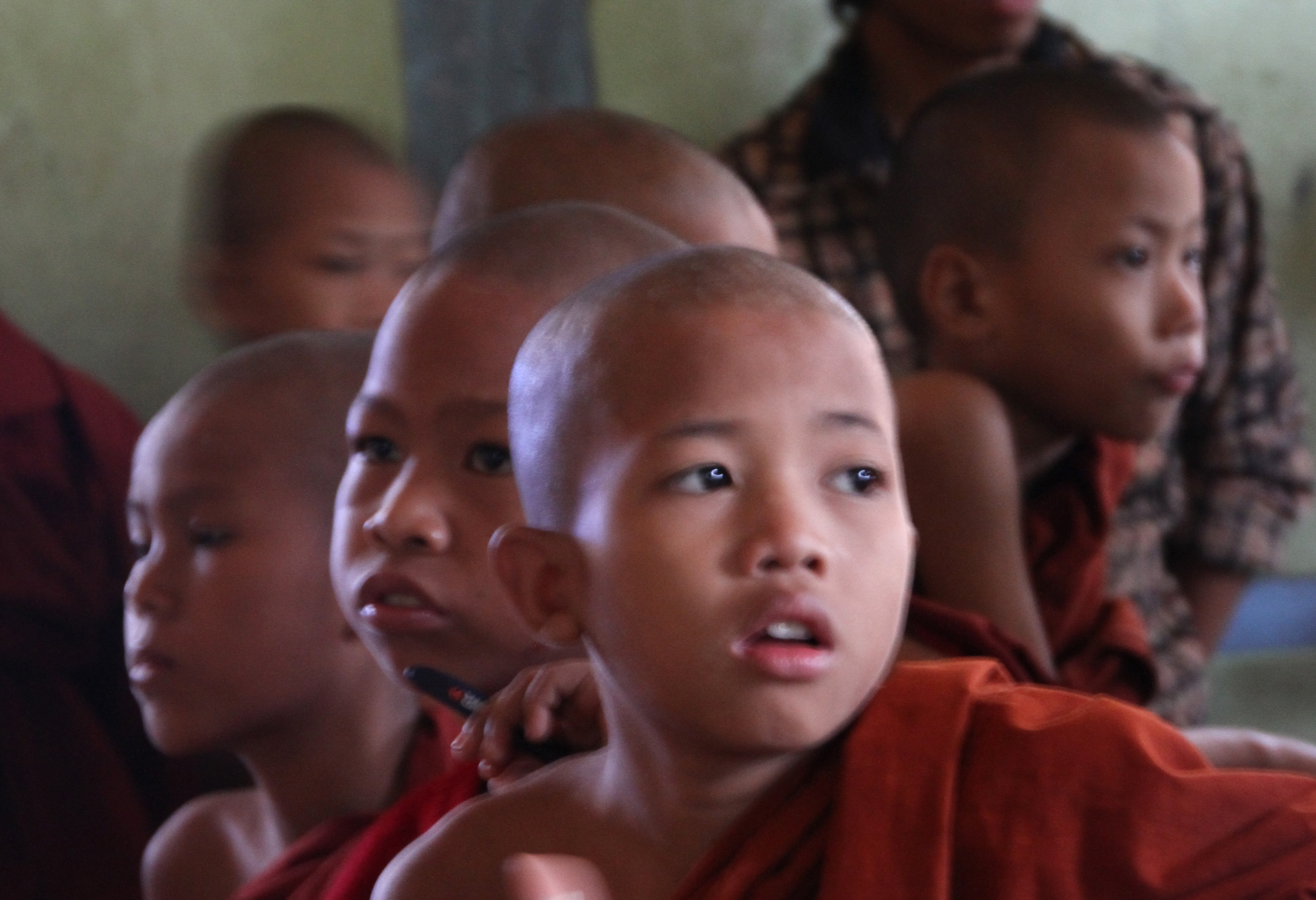
Aung Myae Oo
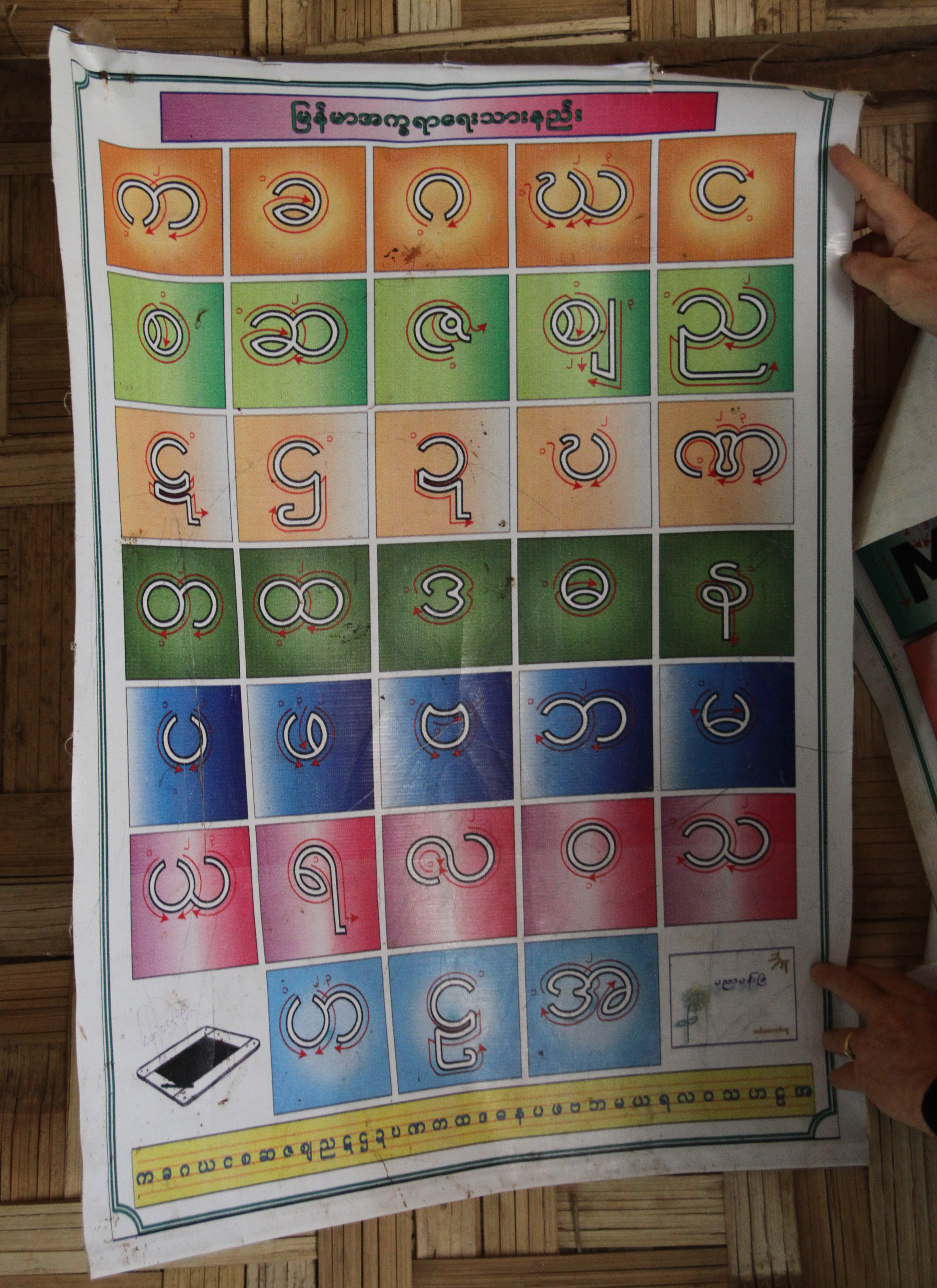
Aung Myae Oo
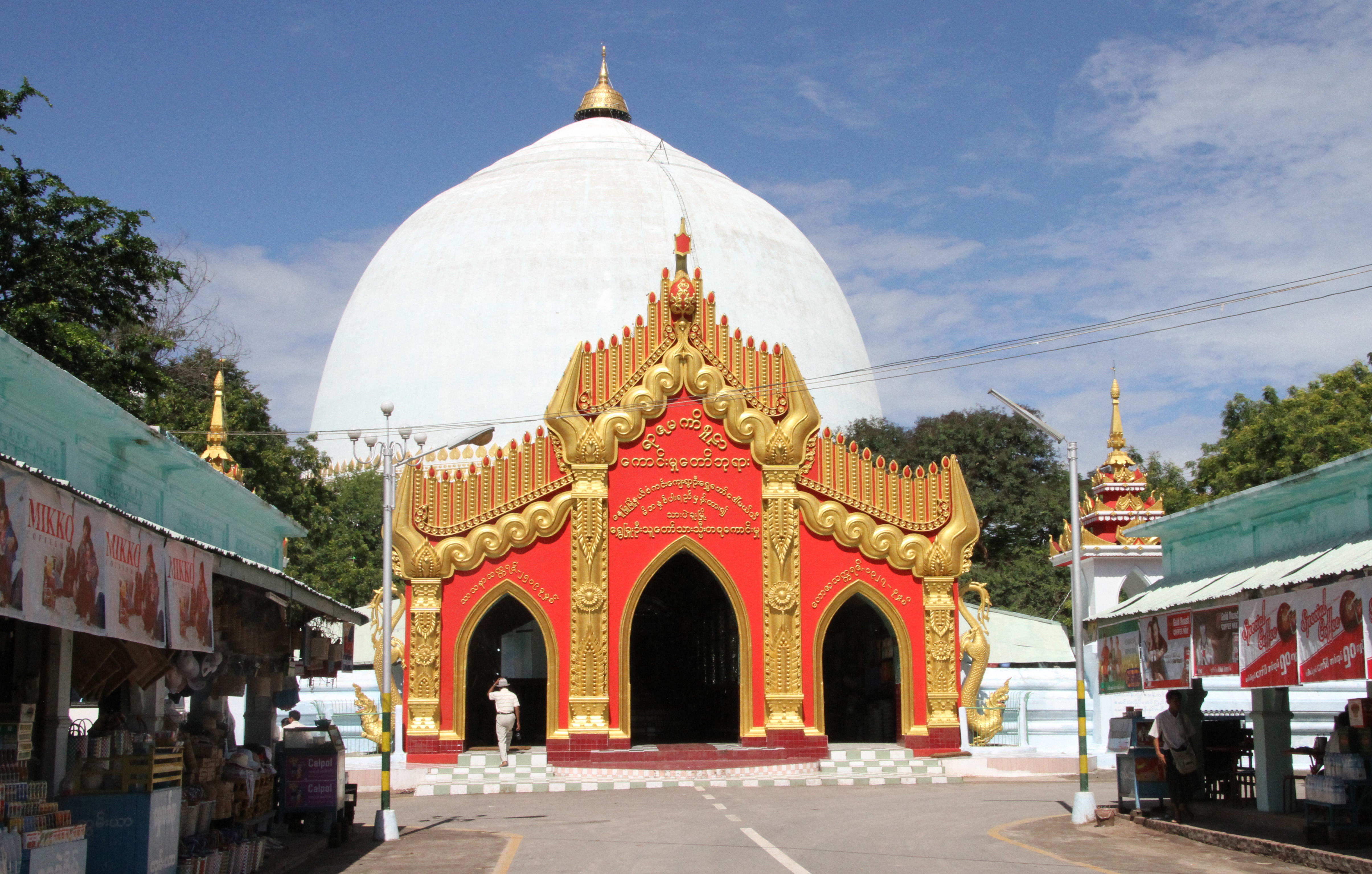
Kaung Hmu Daw
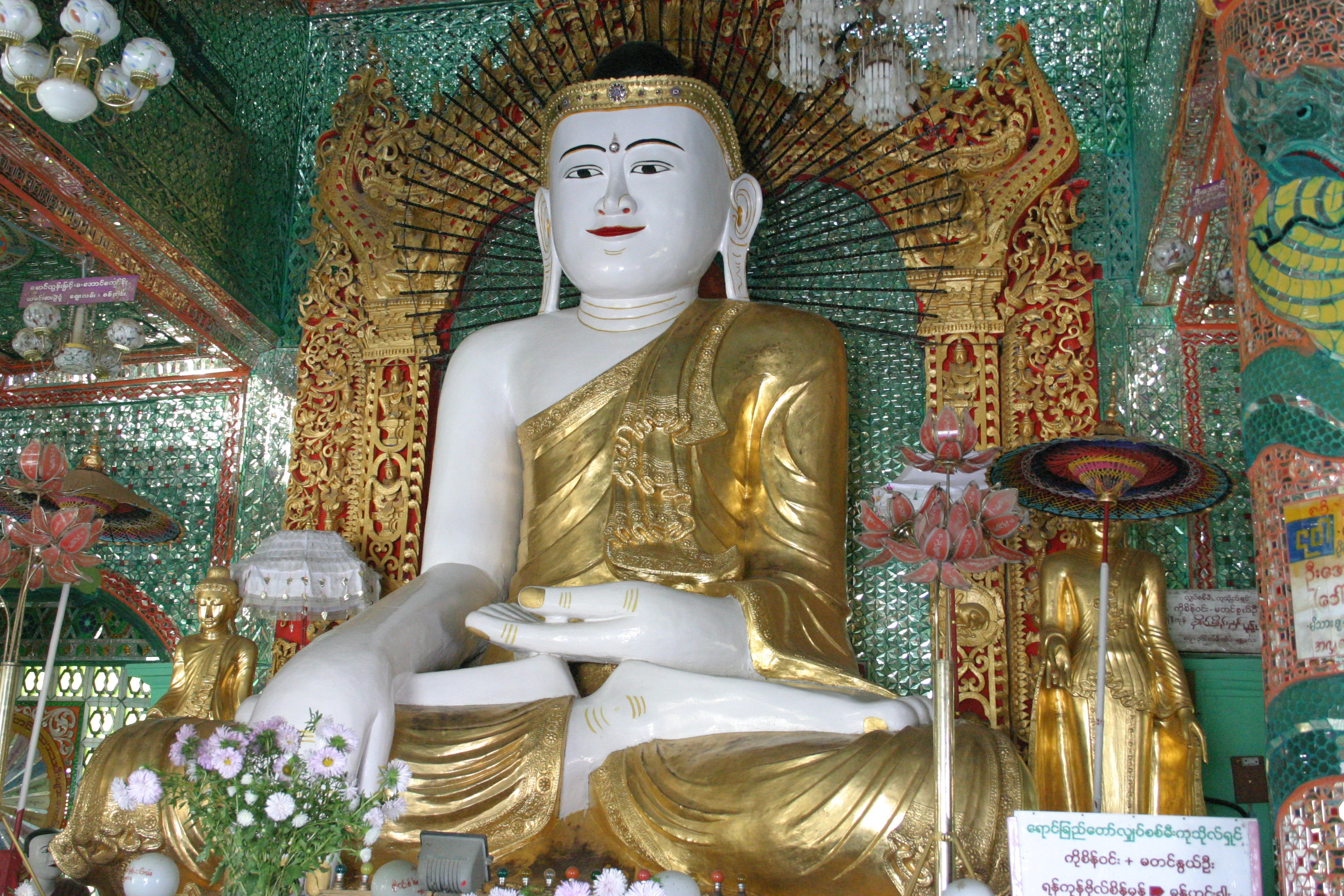
Sun U Ponnya Shin
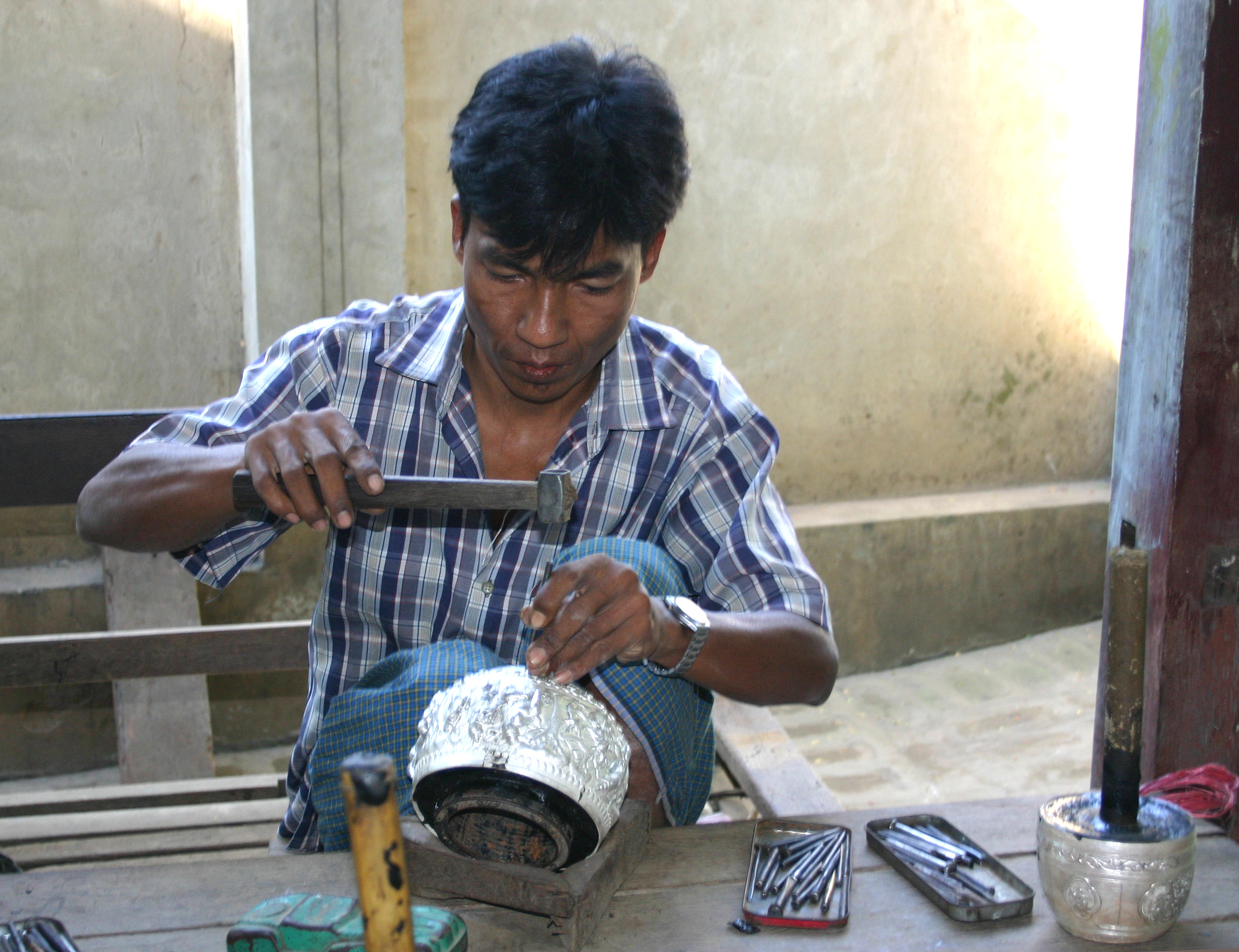
Forjar prata
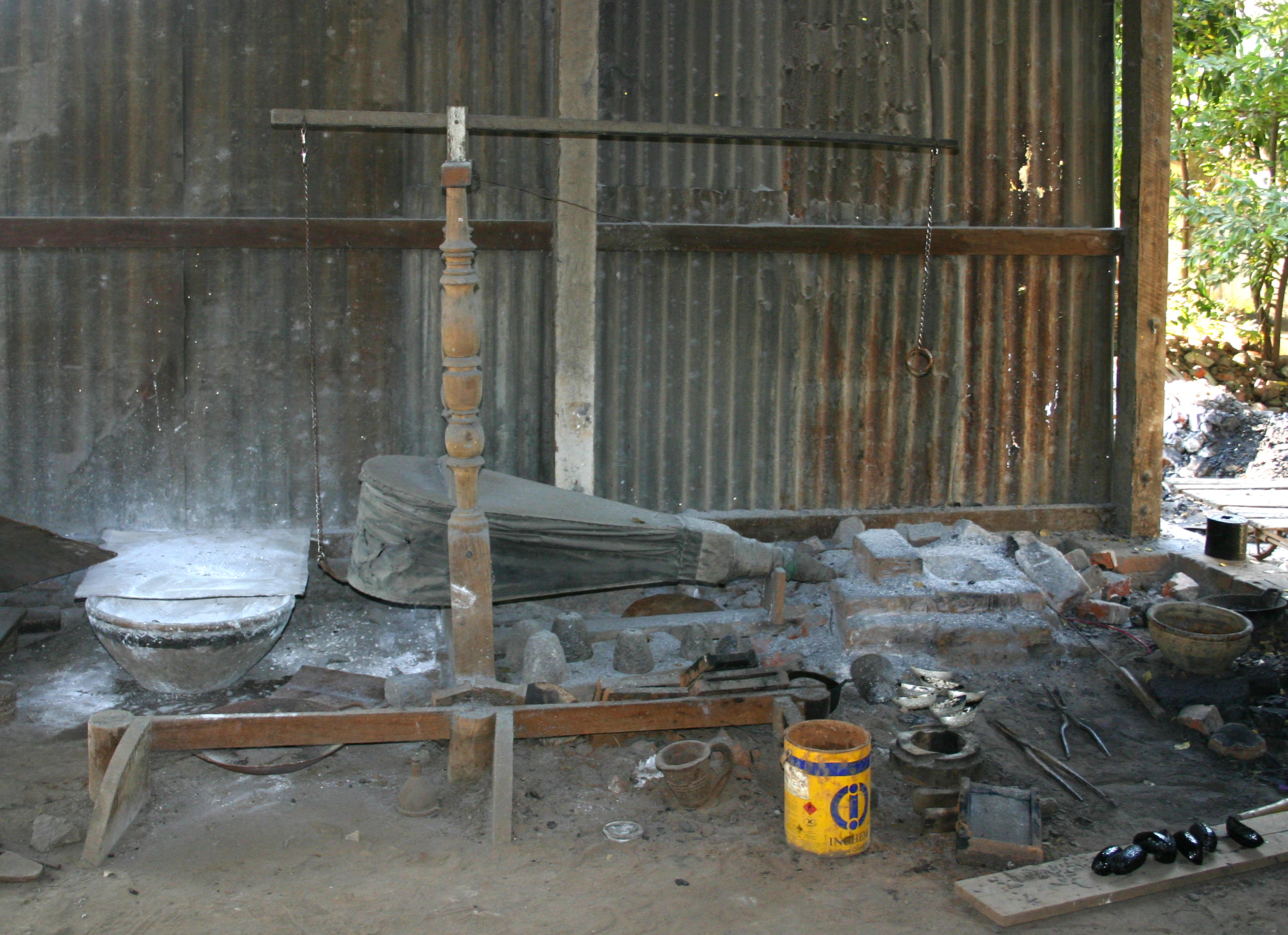
Forjar prata
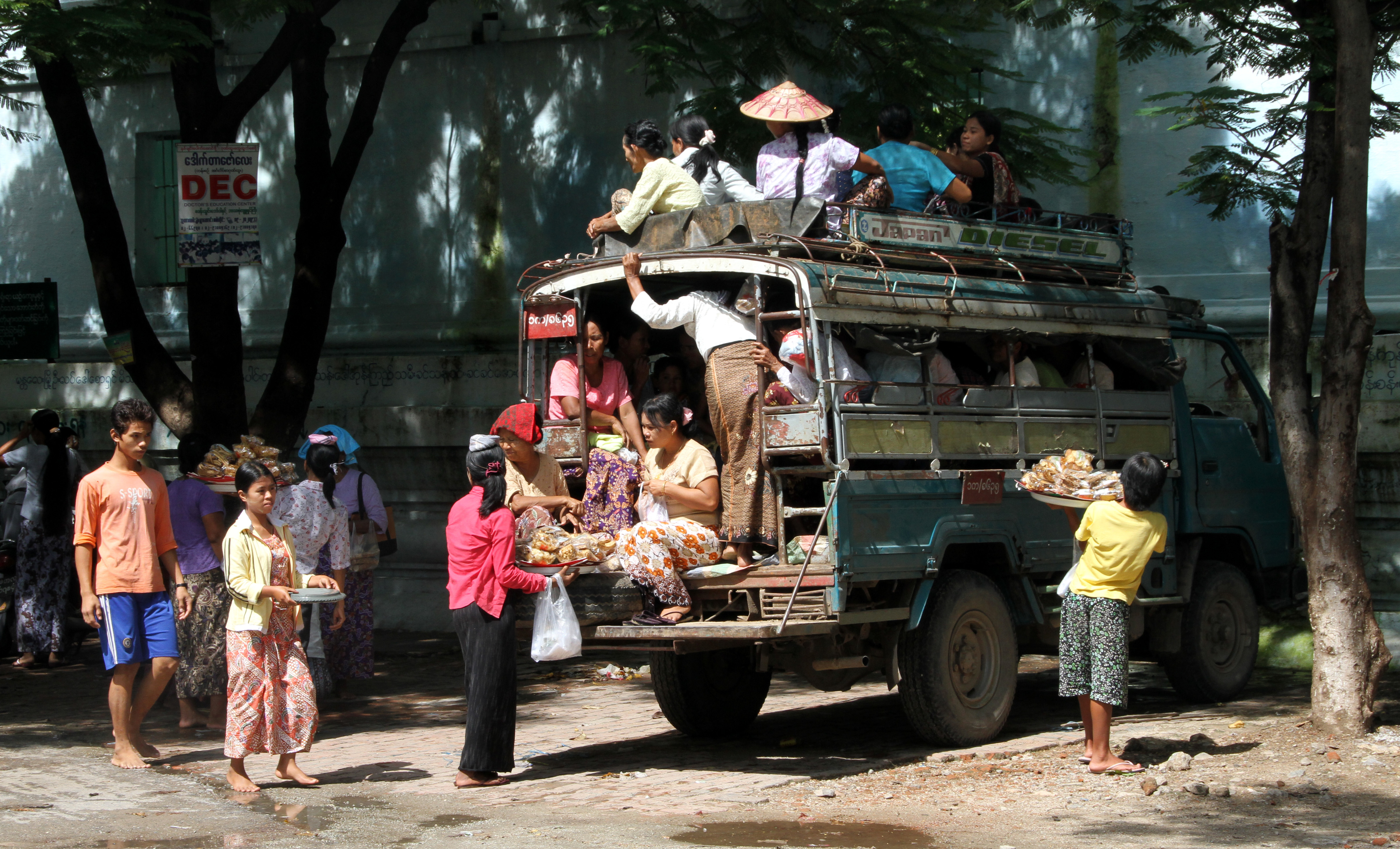
Ônibus público
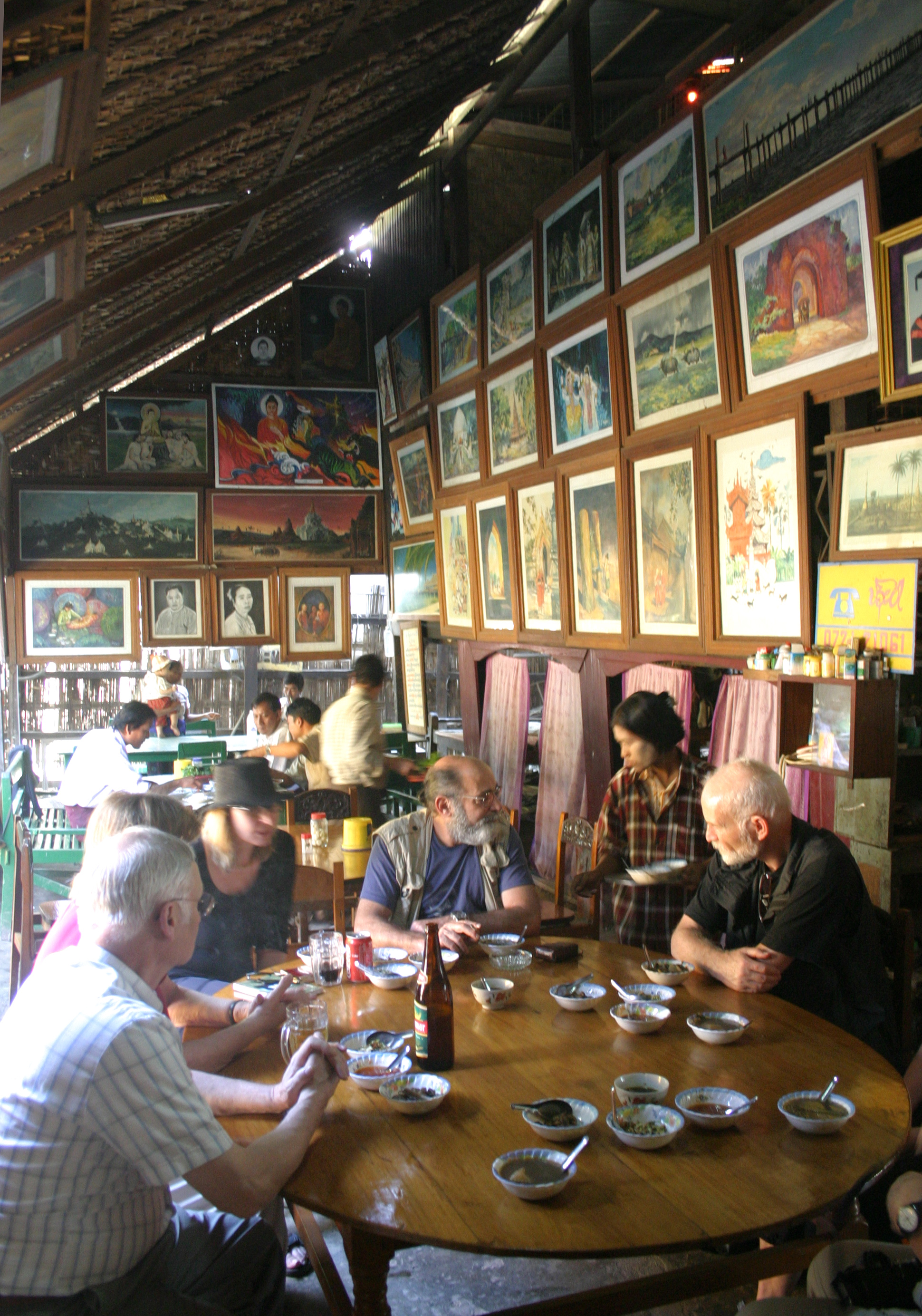
Restaurante